# Roberth Björknesjö
Carl Roberth Björknesjö Johansson (* 30. April 1973 in Stockholm) ist ein schwedischer ehemaliger Fußballspieler. Der Stürmer, der frühzeitig seine Karriere beenden musste, ist mittlerweile als Trainer tätig. Lange Zeit unter dem Nachnamen Johansson bekannt, trägt er heute offiziell den Nachnamen Björknesjö. Zuletzt war er bis Ende 2024 als Interimstrainer für Djurgårdens IF tätig.

## Sportlicher Werdegang

### Spielerkarriere
Björknesjö spielte in der Jugend für verschiedene Vereine. Nachdem er bei Högdalens AIS 1978 mit dem Fußballspielen auf Vereinsebene begonnen hatte, kam er über den IFK Tumba, Norsborgs IF sowie eine Spielzeit erneut bei IFK Tumba 1991 in die Jugend des Stockholmer Klubs Djurgårdens IF. 1993 schloss sich der Offensivspieler dem Zweitligisten Vasalunds IF an. Mit dem Klub spielte er um den Aufstieg zur Allsvenskan, den er mit der Mannschaft knapp verpasste. Jedoch hatte er höherklassig auf sich aufmerksam gemacht und der Lokalrivale AIK sicherte sich Anfang 1995 das Nachwuchstalent. Als dritter Angreifer hinter Pascal Simpson und Dick Lidman startete er auf der Ersatzbank in die Saison, stand aber zeitweise auch in der Startformation. Mit Toren jeweils in den Lokalderby gegen Hammarby IF und seinen Ex-Klub Djurgårdens IF machte er sich zum „Derby-Helden“ des Jahres. Im weiteren Verlauf der Spielzeit 1995 musste er jedoch nach elf Saisonspielen und drei Toren schmerzbedingt pausieren. Nachdem die rheumatische Erkrankung Morbus Bechterew diagnostiziert worden war, beendete er schließlich seine aktive Laufbahn.

### Trainer im unterklassigen Ligabereich
Zunächst kehrte Björknesjö zu IFK Tumba zurück, wo er als Nachwuchstrainer und später Trainer der unterklassig antretenden ersten Mannschaft tätig war. 2001 betreute er kurzzeitig den Viertligisten Huddinge IF, ehe er 2003 bei IF Brommapojkarna den Dienst als Assistenztrainer antrat. Nachdem er im Folgejahr mit dem Drittligisten Väsby IK erst in den Relegationsspielen den Aufstieg in die Superettan verpasst hatte, übernahm er 2005 den Ligakonkurrenten Syrianska FC. Auch mit dieser Mannschaft verpasste er den Aufstieg in die zweite Liga in der Relegationsrunde. Im Anschluss war er beim Viertligisten Värtans IK für die Mannschaft verantwortlich, verlor aber 2007, als der Klub aus der Liga abstieg, seinen Posten.
Björknesjö übernahm nach seiner Entlassung den Nachwuchs des IF Brommapojkarna, den er 2008 zum schwedischen Meistertitel führte. Daraufhin verpflichtete ihn der Zweitligist Assyriska Föreningen ab der Spielzeit 2009, nachdem der Klub den Vertrag des bisherigen Trainers Michael Borgqvist nicht verlängert hatte. Zwar hielt er mit der Mannschaft Kontakt zu den Aufstiegsplätzen, nach dem Abrutschen auf den siebten Tabellenplatz Ende September des Jahres wurde er entlassen.

### Abstieg aus der Allsvenskan und Wiederaufstieg
Kurz vor Ende der Erstliga-Spielzeit 2010 trennte sich IF Brommapojkarna von seinem Trainer Kim Bergstrand und präsentierte Björknesjö als Nachfolger. In den ausstehenden vier Spielen in der Allsvenskan blieb er jedoch ohne Sieg und verpasste mit der Mannschaft um Kim Odelius, Pontus Segerström, Olof Guterstam und Kristoffer Nordfeldt unter anderem nach deutlichen Niederlagen gegen den späteren Meister Malmö FF (0:4-Heimniederlage) und BK Häcken (0:5-Auswärtsniederlage) als Tabellenletzter den Klassenerhalt. Dennoch unterschrieb er kurze Zeit nach Saisonende einen neuen, sich über zwei Spielzeiten erstreckenden Vertrag beim Stockholmer Verein.
In der Zweitliga-Spielzeit 2011 spielte Björknesjös Mannschaft lange um den Aufstieg mit, landete jedoch am Saisonende auf dem sechsten Tabellenrang. Insbesondere angetrieben von Pablo Piñones-Arce, der mit 18 Saisontoren Zweitliga-Torschützenkönig wurde, führte er die Mannschaft um Tim Björkström, Pontus Segerström, Nabil Bahoui und Niklas Westberg in der folgenden Spielzeit auf den zweiten Tabellenplatz hinter Östers IF und damit zum Wiederaufstieg in die Allsvenskan. Dort stand sie lange im Abstiegskampf, letztlich wurde die Saison nach einem 2:2-Unentschieden am letzten Spieltag gegen den direkten Konkurrenten Halmstads BK, der erst in der Relegation den Klassenerhalt sicherte, auf dem letzten Nicht-Abstiegsplatz beendet. Anfang Dezember 2013 verkündete er seinen Abschied vom Klub.
Kurz vor Silvester 2013 unterzeichnete Björknesjö einen Vertrag beim Zweitligisten Östers IF, dabei wurde ihm der Ex-Östers-IF- und Bundesligaprofi Peter Wibrån als Assistent an die Seite gestellt. Am Ende der Spielzeit 2014 verpasste die Mannschaft in der Relegation den Klassenerhalt. Kurze Zeit später vereinbarten Klub und Trainer die Auflösung des Vertrags. Im September des folgenden Jahres engagierte der in der drittklassigen Division 1 in Abstiegsgefahr befindliche Vasalunds IF ihn als neuen Cheftrainer, nachdem der Vorgänger zurückgetreten war. Zwischenzeitlich als Sportchef zu IF Brommapojkarna zurückgekehrt, übernahm er im Sommer 2017 den Trainerposten bei IK Frej. Nach knapp einem Jahr verließ er den Zweitligisten im September 2018, um erneut als Trainer beim in der Allsvenskan antretenden IF Brommapojkarna zu übernehmen. Später war er erneut für Vasalunds IF tätig, zudem betreute er zeitweise Viggbyholms IK in der Division 2.
Am 22. Oktober verpflichtete sein Ex-Klub Djurgårdens IF Björknesjö als Interimstrainer bis zum Ende der Spielzeit 2024. Am Tag zuvor hatte sich der Klub, der im Kampf um die Europapokalplätze auf den vierten Tabellenplatz abgerutscht war, vom langjährigen Trainerduo Kim Bergstrand und Thomas Lagerlöf getrennt. Letztlich erreichte er mit der Mannschaft den vierten Platz im Endklassement der Spielzeit. Unterdessen führte er sie in der UEFA Conference League 2024/25 in der Gruppenphase auf den fünften Tabellenplatz, so dass sich der schwedische Klub direkt fürs Achtelfinale qualifizierte. Kurz vor Weihnachten verpflichtete der Klub mit dem Finnen Jani Honkavaara einen neuen Cheftrainer mit dreijähriger Vertragslaufzeit.